# جاك بينيون
جاك بينيون (بالإنجليزية: Jack Binion)‏ رجل أعمال أمريكي ولد في 21 فبراير 1937 في دالاس، تكساس في الولايات المتحدة الأمريكية.